# Busque
Busque település Franciaországban, Tarn megyében. Lakosainak száma 719 fő (2022. január 1.). Busque Graulhet, Labessière-Candeil, Peyrole és Puybegon községekkel határos.

## Népesség
A település népességének változása:
| Lakosok száma | 753  | 758  | 764  | 745  | 739  | 736  | 728  | 722  | 719  |
|               | 2013 | 2015 | 2016 | 2017 | 2018 | 2019 | 2020 | 2021 | 2022 |